# 香港華人有限公司
（譯名：香港華人有限公司，港交所：655）是一間百慕大註冊，總部在香港的投資控股公司。公司在1992年10月20日在香港公司註冊處登記為「註冊非香港公司」，並於同年10月12日在香港联合交易所上市。在2002年2月25日前，曾用名The HKCB Bank Holding Company Limited（譯名：香港華人銀行集團有限公司），但因為出售子公司香港華人銀行，所以改為現名。香港華人亦曾擁有澳門華人銀行，但已出售控股權。
現時業務為投資控股、物業投資、物業發展、酒店營運、醫療保健服務、項目管理、基金管理、包銷、企業融資、證券經紀、證券投資、財務投資、放款、銀行及其他有關金融服務等。而董事長為李棕（力寶集團創辦人李文正之子），行政總裁為李聯煒（與李文正家族無關）。
公司總部位於香港金鐘道89號力寶中心二座40樓，公司現時為力寶有限公司子公司。

## 主要發展物業
最後更新：2018年3月31日
- 北京力寶廣場
- 澳門「亮點」
- 成都力寶大廈
- 新加坡Marina Collection （擁有50%）

## 主要子公司
最後更新：2018年3月31日
- 香港華人銀行（已出售）
- 力寶證券控股（已出售予國際資源[5]）
  - 力寶證券有限公司[6] （力寶證券控股的子公司，與直接母公司一併被出售）
  - 力寶資產管理（香港）有限公司 （力寶證券控股的子公司，與直接母公司一併被出售）
  - 力寶期貨有限公司 （力寶證券控股的子公司，與直接母公司一併被出售）
- Lippo Securities, Inc.（菲律賓；100%）
- 力寶亞洲（100%）
- 香港建屋信貸（100%）[註 1]

## 主要股權投資
最後更新：2018年3月31日
- 澳門華人銀行（20%）
- Lippo ASM Asia Property Limited （新交所上市公司華聯企業（英語：OUE）的母公司；香港華人擁有Lippo ASM Asia Property50%之表決權及分佔94.26%之溢利）

## 連結
- 官方网站 （繁體中文） （英文）
- 力寶證券 （页面存档备份，存于） （繁體中文） （简体中文） （英文）